# Isaac Deutscher
Isaac Deutscher (Chrzanów, Galitzia, Imperio austrohúngaro, 3 de abril de 1907–Roma, 19 de agosto de 1967) fue un escritor, periodista, historiador y activista político comunista polaco de ascendencia judía. Es muy conocido como biógrafo de León Trotski y Iósif Stalin. Su biografía sobre Trotski en tres volúmenes, en particular, fue altamente influyente entre la Nueva Izquierda.

## Biografía

### Primeros años, Polonia
Deutscher nació en Chrzanów, un pueblo de Galitzia, en la actual Polonia, entonces parte del Imperio Austro-Húngaro, en una familia judía muy religiosa. Estudió con un rabino jasídico y fue aclamado como un prodigio en el estudio de la Torá y el Talmud babilónico. Sin embargo, cuando llegó a la edad de celebrar su bar mitzvá había perdido la fe. Probó a Dios comiendo alimentos no kosher ante la tumba de un Tzadik (una persona justa en el judaísmo) en Yom Kipur. Cuando comprobó que no le ocurría nada, se hizo ateo. Deutscher atrajo la atención del público primero como poeta, cuando a los 16 años comenzó a publicar en periódicos literarios polacos. Sus versos, en yidis y polaco, se preocupaban por el misticismo polaco y judío, por la historia y la mitología, e intentó sortear la distancia entre las culturas yidis y polaca. Asimismo, tradujo poesía del hebreo, latín, alemán y yidis al polaco.
Deutscher estudió literatura, historia y filosofía como estudiante asociado de la Universidad Jaguelónica de Cracovia. A los 18 años abandonó Cracovia, trasladándose a Varsovia, donde estudió filosofía y economía, y se hizo marxista. En torno a 1927 se afilió al ilegal Partido Comunista de Polonia (KPP) y se convirtió en editor de la prensa clandestina del partido. En 1931 viajó por la Unión Soviética, contemplando las condiciones económicas bajo el primer plan quinquenal. Allí, las universidades de Moscú y Minsk le ofrecieron sendos puestos de profesor de historia del socialismo y de teoría marxista. Declinó ambas ofertas y regresó a su trabajo clandestino en Polonia. A su regreso, Deutscher cofundó el primer grupo antiestalinista del Partido Comunista Polaco, criticando la línea del partido acerca de que el nazismo y la socialdemocracia no estaban en las antípodas sino que eran hermanos gemelos. Esto contradecía la entonces línea oficial conocida como Tercer Periodo, que veía a los socialdemócratas, o socialfascistas, como el peor enemigo del Partido comunista. Publicó un artículo titulado El peligro del barbarismo sobre Europa, donde urgía a la formación de un frente único de socialistas y comunistas contra el nazismo. Deutscher fue expulsado del partido por exagerar el peligro del nazismo y fomentar el pánico en las filas comunistas.

### Traslado al Reino Unido y periodismo (1939-1947)
En abril de 1939, Deutscher abandonó Polonia para viajar a Londres como corresponsal de un periódico judío-polaco para el que había trabajado como lector de pruebas durante catorce años. Este traslado salvó su vida y cimentó el terreno para su futura carrera. Nunca regresaría a Polonia y nunca volvería a ver de nuevo a ningún miembro de su familia. En Londres trabajó como corresponsal para el periódico polaco, y durante un tiempo se afilió a la trotskista Liga Revolucionaria de los Trabajadores.
Cuando la Alemania nazi ocupó Polonia en septiembre de 1939, y su conexión con el periódico fue cortada, aprendió inglés como autodidacta y comenzó a escribir para revistas inglesas. Pronto se convirtió en corresponsal regular del semanario The Economist. En 1940 se alistó en el Ejército polaco en Escocia, pero fue encarcelado acusado de peligroso subversivo. Liberado en 1942, ingresó en la plantilla de The Economist y se convirtió en experto en asuntos soviéticos y temas militares, así como en corresponsal jefe para Europa. Asimismo, escribió para el periódico The Observer como corresponsal itinerante europeo bajo el pseudónimo Peregrino.
Abandonó el periodismo en 1946-1947 para dedicarse a la escritura. El nombre de Deutscher (con el añadido solo simpatizante) apareció posteriormente en la Lista de Orwell, una lista de personas (la mayor parte escritores y periodistas) que elaboró George Orwell en marzo de 1949 para el Departamento de Información Exterior del Foreign Office, una unidad de propaganda establecida en el ministerio de exteriores británico por el Gobierno laborista. Orwell consideraba a las personas incluidas en la lista como de tendencias pro-comunistas y por tanto inapropiadas para escribir según el departamento.

### Biógrafo y académico (1948-1967)
Deutscher publicó su primer libro importante, Stalin: una biografía política, en 1949. Entonces aún era un convencido trotskista, pero en el libro perfila a un Stalin visto como comprometido en la construcción de una forma de socialismo en la Unión Soviética, aunque bajo la opinión de Deutscher, como una perversión de la visión de Marx, Lenin y Trotski. La biografía sobre Stalin escrita por Deutscher le convirtió en una autoridad creciente sobre asuntos soviéticos y la Revolución rusa. 
Continuó con su trabajo más ambicioso, una biografía en tres volúmenes sobre Trotski: El profeta armado (1954), El profeta desarmado (1959) y El profeta desterrado (1963). Estos libros se basaron en una detallada investigación de los Archivos Trotsky en la Universidad de Harvard. Gran parte del material contenido en el tercer volumen se encontraba inédito, hasta que la viuda de Trotski, Natalia Sedova, dio permiso a Deutscher para investigar en la sección cerrada de los archivos. Deutscher planeó concluir sus series biográficas con un estudio sobre Lenin, pero La vida de Lenin quedó incompleta en el momento de su fallecimiento, parcialmente debido a la denegación de un puesto universitario estable contra Deutscher por motivos políticos. Como se reveló más tarde, cuando se le pidió una evaluación de las credenciales académicas de Isaac Deutscher, Isaiah Berlin argumentó contra una promoción de ese tipo, debido a la militancia profundamente procomunista del candidato.
En la década de 1960, el crecimiento de la izquierda que acompañó a la Guerra de Vietnam hizo a Deutscher una figura popular en los campus universitarios de Gran Bretaña y Estados Unidos. Su trotskismo se había convertido para entonces en una forma de humanismo marxista, aunque nunca renunció a Trotski. En 1965 tomó parte en el primer congreso abierto sobre Vietnam en la Universidad de California en Berkeley, donde miles de estudiantes escucharon sus acusaciones contra la Guerra Fría. Fue profesor de la Cátedra George Macaulay Trevelyan en la Universidad de Cambridge en 1966-1967 y también dio clase durante seis semanas en la Universidad Estatal de Nueva York. En la primavera de 1967 fue profesor invitado en la Universidad de Princeton, en Harvard y en la Universidad de Columbia. Las clases en la Cátedra G. M. Trevelyan, bajo el título La revolución inacabada serían publicadas tras su repentina e inesperada muerte en Roma en 1967. Cada año se otorga un premio memorial en su honor, el Deutscher Memorial Prize, a un libro que ejemplifique el mejor y más innovador trabajo de o sobre la tradición marxista. Isaac Deutscher hacía una distinción de categorías entre lo que consideraba marxismo clásico y marxismo vulgar.

## Relaciones con el judaísmo y el sionismo
A pesar de ser ateo, Deutscher enfatizaba la importancia de su herencia judía. Acuñó la expresión judío no-judío aplicada a sí mismo y a otros humanistas judíos. Admiraba a Elisha ben Abuyá, un herético judío del siglo II. Pero tenía poco tiempo para políticas específicamente judías. En Varsovia, se unió al Partido Comunista, no al Bund Laborista Judío, cuyas visiones yidisistas rechazaba. 
Su definición de su judaísmo era: ¿Religión? Soy ateo. ¿Nacionalismo judío? Soy internacionalista. En ninguno de ambos casos soy judío. Soy, sin embargo, judío, por fuerza de mi incondicional solidaridad con los perseguidos y exterminados. Soy judío porque siento el pulso de la historia judía; porque debo hacer todo lo que pueda para asegurar la seguridad y el respeto, reales, no espurios, para los judíos.
Antes de la Segunda Guerra Mundial, Deutscher se opuso al sionismo considerándolo económicamente retrógrado y perjudicial para la causa del socialismo internacional, pero tras las secuelas del Holocausto cambió sus visiones de pre-guerra, y defendió el establecimiento del Estado de Israel como una necesidad histórica, para proveer un hogar a los judíos supervivientes de Europa. En los años 60 pasó a ser más crítico con Israel por su fracaso en reconocer la desposesión de los palestinos, y tras la Guerra de los Seis Días de 1967, exigió la retirada de Israel de los territorios ocupados. Esta maravilla de seis días, comentó, este último y tan fácil triunfo de las armas israelíes será visto un día... como un desastre... para el propio Israel.
Su declaración más famosa sobre Israel es: Un hombre saltó una vez del piso más alto de una casa en llamas donde muchos miembros de su familia habían perecido ya. Consiguió salvar su vida; pero cuando estaba cayendo, golpeó a una persona que estaba abajo y le rompió las piernas y los brazos. El hombre que saltó no tenía elección; aunque para el hombre con sus miembros rotos fue la causa de su desgracia. Si ambos se comportasen racionalmente, no se convertirían en enemigos. El hombre que escapó de la casa ardiendo, habiéndose recuperado, tendría que haber ayudado y consolado a la otra víctima; y este último se habría dado cuenta de que era víctima de circunstancias sobre las cuales ninguno de los dos tenía el control. Pero mirad lo que ocurre cuando estas personas se comportan irracionalmente. El hombre herido se queja del otro por su miseria y jura hacerle pagar por ello. El otro, asustado de la venganza del herido, le insulta, le golpea, y le bate donde quiera que se encuentran. El hombre golpeado jura otra vez venganza y es de nuevo golpeado y castigado. La amarga enemistad, fortuita al principio, se endurece y llega a ensombrecer toda la existencia de ambos hombres y a envenenar sus mentes.
En La Guerra Árabe-Israelí, junio de 1967 (1967), Deutscher, un marxista de orígenes judíos cuya familia más cercana murió en Auschwitz y cuyos familiares lejanos vivían en Israel, escribió:
Aún debemos ejercer nuestro juicio y debemos no permitir que se nuble por emociones y memorias, por muy profundas u obsesivas que sean. No debemos permitir incluso las invocaciones de Auschwitz que nos chantajean para apoyar la causa equivocada. (Citado en Prophets Outcast, Nation Books, 2004, p. 184).
Deutscher creía que, justificar o condonar las guerras de Israel contra los árabes es rendir a Israel, en efecto, un muy mal servicio y dañar sus propios intereses a largo plazo. La seguridad de Israel, déjenme repetir, no fue mejorada por las guerras de 1956 y 1967; fue minada y comprometida por ellas. Los "amigos de Israel" han instigado de hecho a Israel a un curso ruinoso. (Citado en Prophets Outcast, Nation Books, 2004, p. 184).

## Obras escogidas
- Stalin: una biografía política (1949)
- Los sindicatos soviéticos (1950)
- Rusia después de Stalin (1953)
- Rusia, ¿qué es lo siguiente? (1953)
- El profeta armado: Trotsky, 1879-1921 (1954)
- Herejes y renegados. Y otros ensayos (1955)
- Rusia en transición. Y otros ensayos (1957)
- El profeta desarmado: Trotsky, 1921-1929 (1959)
- La gran competición: Rusia y Occidente (1960)
- El profeta desterrado: Trotsky, 1929-1940 (1963)
- Trotsky, el profeta armado, 1879-1921. México D.F.: Ediciones Era, traducción de José Luis González (1966)
- Isaac Deutscher sobre la Guerra Árabe-Israelí: una entrevista con el último Isaac Deutscher (1967)
- La revolución inacabada: Rusia, 1917-1967 (1967)
- Judío no-judío y otros ensayos (1968)
- Carta abierta a Władysław Gomułka y al Comité Central del Partido Obrero Unificado Polaco (1968)
- Rusia, China y Occidente, 1953-1966 (1970)
- El marxismo de nuestro tiempo (1972)
- Marxismo, guerras y revoluciones: ensayos de cuatro décadas (1984)